# Удивительная татчерия
Удивительная татчерия (Thatcheria mirabilis) — брюхоногий моллюск из семейства Turridae.

## История
Первый экземпляр данного вида был привезен в 1879 году из Японии в Англию Чарлзом Тэтчером, в честь которого было дано родовое название. Данный экземпляр долгое время считался аномальным, т.к его форма напоминала библейскую вавилонскую башню.
Долгое время считалось, что это результат аномалии в развитии какого-то вида. В 30-х гг. XX века была обнаружена крупная популяция этих моллюсков, и убеждение об аномальности первой раковины было признано ошибочным.

## Описание
Размер раковины от 7 до 12 см. Окраска раковины от розовато-жёлто-коричневой до жёлто-коричневый; изнутри раковина белая. Раковина с 8 оборотами, с очень угловыми плечами и маленьким килем. Широкая область от плеча до шва является немного вогнутой. Тело раковины сужается к широкому, открытому сифональному каналу. Апертура широкая, прямая.

## Ареал
Воды Японии, западное побережье Австралии.

## Местообитания
Предпочитает песчаные грунты.